# Catato

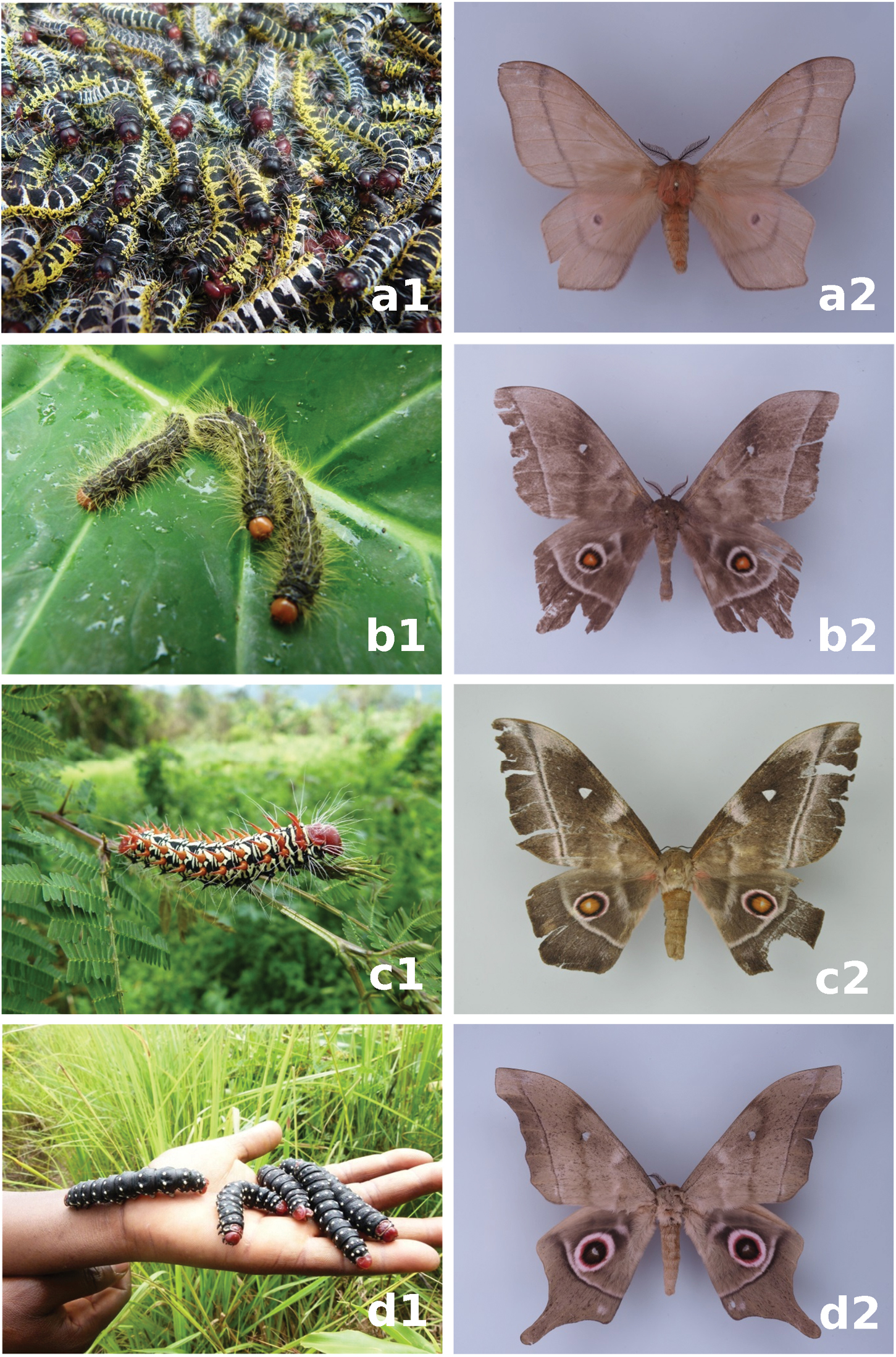
Formas larvais (esquerda) e adultas (direita) de mariposas comestíveis do Norte de Angola: (em ordem decrescente) Cirina forda, Imbrasia epimethea, Imbrasia obscura, Imbrasia truncata.

Catato é um prato tradicional angolano feito com lagartas fritas e alho. Muitas vezes é servido com arroz. O prato é uma especialidade da província do Uíge, no noroeste de Angola.

## Plano de fundo
O consumo de insetos é uma antiga tradição indígena em muitas partes do mundo, incluindo a África Austral, devido ao alto valor nutritivo dos insetos. Vários insetos comestíveis, incluindo lagartas e outras larvas, são consumidos na província de Uíge, em Angola, onde desempenham um papel importante na dieta rural. Destes, o verme mopane (Gonimbrasia belina), um tipo de lagarta, é uma das espécies mais consumidas. Aproximadamente 9,5 bilhões de vermes mopane são colhidos anualmente na África Austral. Outras espécies de lagartas tradicionalmente consumidas em Angola incluem as larvas da Imbrasia epimethea, Imbrasia ertli e Usta terpsichore.
Os métodos tradicionais de coleta e preparação variam dependendo da espécie. As crianças são muitas vezes enviadas para colhê-los das árvores, enquanto os adultos os colhem nos campos. Às vezes, as árvores podem ser cortadas e divididas para reunir as lagartas dentro. As lagartas são lavadas em água e seu trato digestivo pode ser removido como parte do processo de limpeza. Os pelos urticantes são chamuscados, se presentes. Catato, um prato tradicional do Uíge, é feito fritando lagartas com alho.

## Preparação
As lagartas são fritas com alho. Outros ingredientes, como cebola, tomate e pimenta podem ser adicionados para dar sabor. As lagartas adquirem uma textura tenra mas crocante, e o seu sabor tem sido comparado ao do camarão. Geralmente é servido com arroz ou funge. Molho picante também pode ser adicionado.

## Valor nutricional
As lagartas são ricas em proteínas, vitaminas e minerais, incluindo ferro. Um estudo publicado em 2017 descobriu que as larvas de Imbrasia epimethea tinham uma quantidade comparável de proteína ao atum, frango e carne bovina, mas níveis mais baixos de aminoácidos essenciais. Eles são ricos em gordura poli-insaturada. O estudo também descobriu que o cozimento não afetou significativamente o valor nutricional, tornando-os uma alternativa viável às carnes tradicionais.  As lagartas mopane têm 31 mg de ferro por 100 mg de peso seco, em comparação com 6 mg de ferro por 100 mg de peso seco para carne bovina.